# Marinestützpunkt Hohe Düne
Der Marinestützpunkt Hohe Düne ist ein Stützpunkt der Deutschen Marine in Mecklenburg-Vorpommern im Rostocker Ortsteil Hohe Düne.

## Geschichte

Lage des Stützpunkts am Nordufer des Breitlings im Stadtteil Hohe Düne

### Wasserflugplatz
1913 wurde zur Vorbereitung des Ostseefluges Warnemünde, der vom 1.— 10. August 1914 stattfinden sollte, auf Hohe Düne der Wasserflugplatz Warnemünde durch die Stadt Rostock angelegt. Durch den Beginn des Ersten Weltkrieges mussten die Vorbereitungen für die Veranstaltung abgebrochen werden.

### Kaiserliche Marine
Am 1. August 1914 beschlagnahmte die Kaiserliche Marine die anwesenden Flugzeuge und benutzte den ebenfalls beschlagnahmten Flugplatz als Seefliegerstation. Im Ersten Weltkrieg bestand in Hohe Düne das Seeflugzeug-Versuchskommando (SVK) der Kaiserlichen Marine. Es war im Rahmen des Aufbaus der Marinefliegerkräfte 1913 aufgestellt worden. Außerdem gab es eine Marine-Nachrichtenstelle und eine Marine-Neubauverwaltung.

### Weimarer Republik

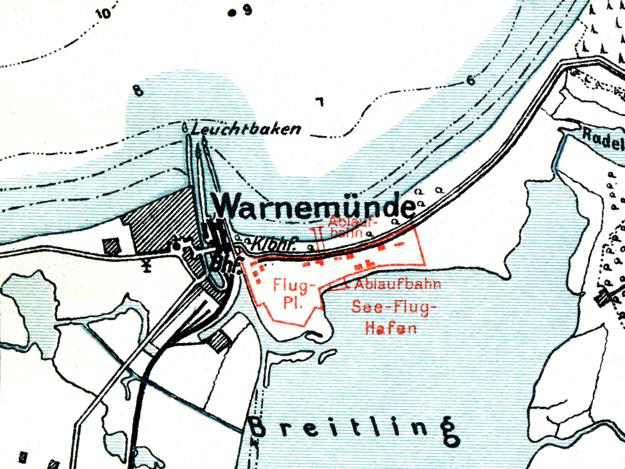
Flugplatz und Seeflughafen Warnemünde 1928

Während der Zeit der Weimarer Republik durfte Deutschland keine Militärflugzeuge besitzen. In diesen Jahren bestand der Flugplatz Hohe Düne als ziviler Verkehrslandeplatz fort und beherbergte verschiedene Tarnfirmen wie die „Seeflug GmbH“ und eine Zweigstelle der Deutschen Verkehrsfliegerschule (inkl. Funk-Versuchs-Kommando), die Militärpiloten für die Reichsmarine ausbildeten.

### NS-Staat
Im Zweiten Weltkrieg waren in Hohe Düne neben Seefliegern Sicherungskräfte der Kriegsmarine stationiert, darunter eine Hafenschutz- und eine Wachflottille.

### Stützpunkt der Volksmarine

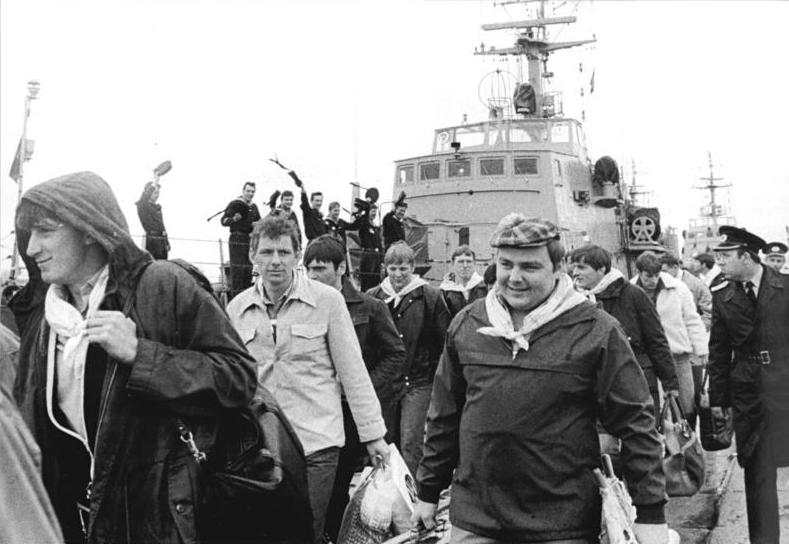
Wehrpflichtige der Volksmarine werden verabschiedet. Im Hintergrund ein Minensuchboot.

Nach dem Ende des Krieges waren die Anlagen auf der Hohen Düne weitgehend zerstört. Mit Ausnahme einer Marinesignalstelle der sowjetischen Marine wurde das Gelände zivil genutzt.
Mit der Aufstellung der Seestreitkräfte der Nationalen Volksarmee der DDR, zunächst als Hauptverwaltung Seepolizei, ab 1960 als Volksmarine bezeichnet, begann der Aufbau des Flottenstützpunkts Hohe Düne am Nordufer des Breitlings. Er war Heimathafen für die 4. Flottille der Volksmarine, die 6. Grenzbrigade Küste und Teile des Seehydrographischen Diensts der DDR. Im Laufe der Zeit waren dort stationiert:
- Küstenschutzschiffe (Fregatten),
- U-Boot-Abwehrschiffe (U-Jagd-Boote)
- Minensuch- und Räumschiffe (Minensuchboote)
- Wachboote
- Hilfsschiffe
- Fahrzeuge des Seehydrographischen Diensts.

Hinzu kamen Stäbe und Hafeneinrichtungen.

## Marinestützpunkt seit 1990

### Organisation und Unterstellung
Zur Führung des Marinestützpunkts Hohe Düne wurde von 1991 bis 1994 und ab 2001 ein Marinestützpunktkommando eingerichtet. Es war truppendienstlich zunächst dem Marinekommando Rostock unterstellt. Von 1994 bis 2001 bildete der Stützpunkt eine eigenständige Dienststelle unter dem Marineabschnittskommando Ost. Mit dessen Auflösung 2001 wechselte die Unterstellung zunächst zum Marineabschnittskommando West und nach dessen Außerdienststellung 2003 zum Marinestützpunktkommando Wilhelmshaven.
Seit dem 1. Juli 2006 untersteht das Marinestützpunktkommando Warnemünde der Einsatzflottille 1 in Kiel.

### Unterstützte Verbände und Einheiten

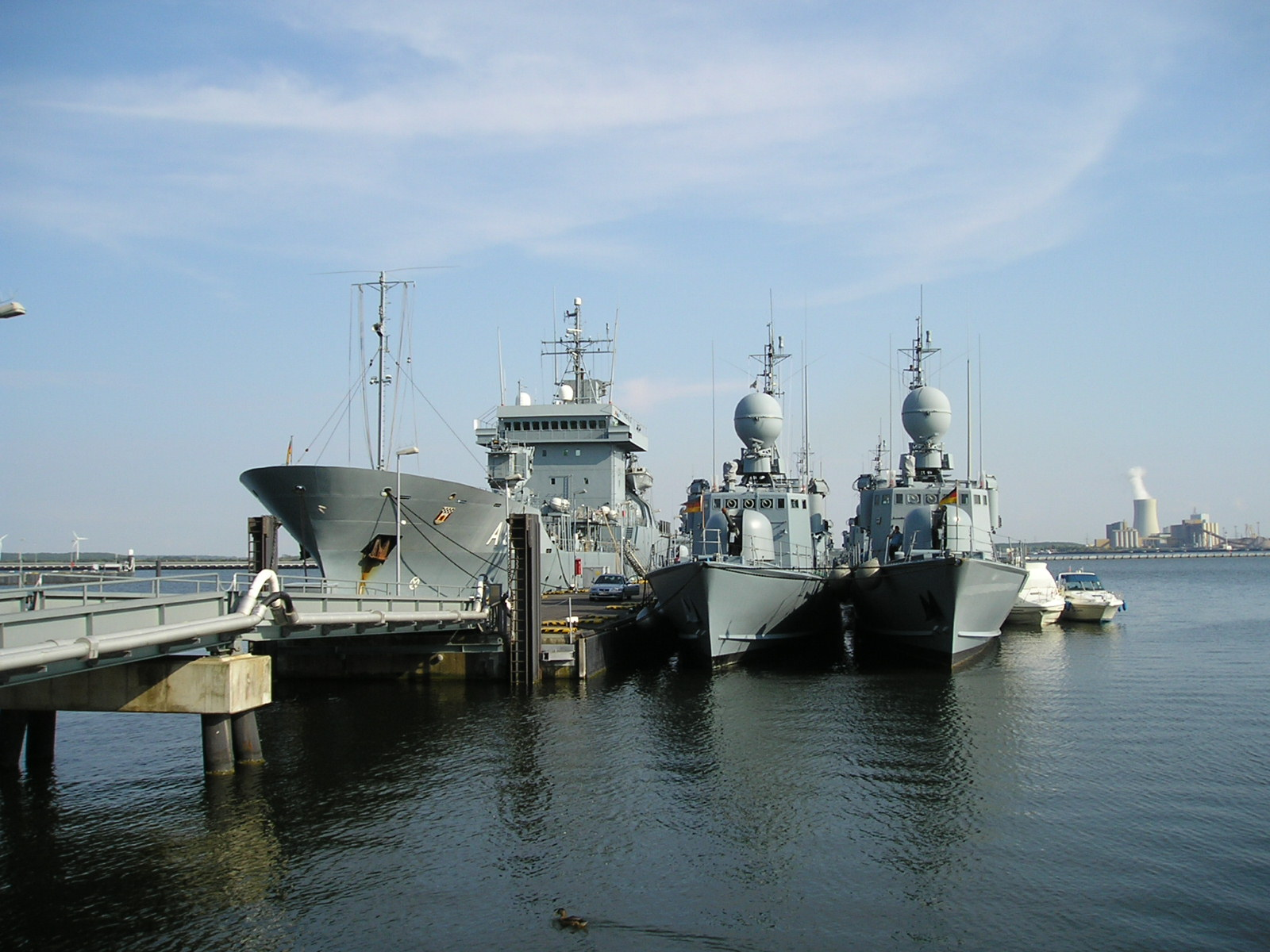
Tender und zwei Schnellboote des 7. Schnellbootgeschwaders

Im Stützpunkt und im Standortbereich Hohe Düne waren eine Anzahl wechselnder Marineverbände und Einheiten stationiert, die durch den Stützpunkt unterstützt wurden, nicht jedoch dem Marinestützpunktkommando unterstanden. Ab 1990 befanden sich zunächst noch Restbestände der Volksmarine im Stützpunkt, deren fahrfähige Einheiten in einem Küstenwachgeschwader zusammengefasst waren. Dieses Geschwader wurde bis Ende 1991 aufgelöst und seine Fahrzeuge entweder außer Dienst gestellt oder abgegeben. Außerdem wurde dem Marinestützpunktkommando Hohe Düne am 1. April 1991 das Marinematerialdepot 3 unterstellt. Es wechselte am 1. Januar 1995 zum Marineabschnittskommando Ost.
Im Zuge der Reorganisation der Marine nach der Wiedervereinigung wurde beschlossen, den Marinestützpunkt Hohe Düne zum neuen Typstützpunkt der Schnellbootflottille zu machen, der zuvor im Marinestützpunkt Flensburg-Mürwik ansässig war. Deren Stab zog im September 1994 von Flensburg nach Hohe Düne. Ihm folgten im November 1994 das 2. Schnellbootgeschwader und im Dezember 1995 das 7. Schnellbootgeschwader. Außerdem wurden Hilfsschiffe des Trossgeschwaders in Hohe Düne stationiert. 2006 wurden die Schnellbootflottille und das 2. Schnellbootgeschwader aufgelöst und das 1. Korvettengeschwader aufgestellt. 2016 wurde mit der Außerdienststellung des letzten Schnellboots das 7. Schnellbootgeschwader aufgelöst, die beiden Tender gingen an das neu aufgestellten Unterstützungsgeschwader über, so dass nunmehr folgende Kommandos und Schiffe im Stützpunkt Hohe Düne stationiert sind:
- Marinestützpunktkommando Warnemünde
- 1. Korvettengeschwader
- Tender Elbe und Donau  des Unterstützungsgeschwaders

Außerdem befindet sich im Stützpunkt die Bundespolizeiinspektion See mit mehreren Wachbooten und ein Stützpunkt des SAR-Dienst für Luftfahrzeuge in Deutschland.